# Anna Casarramona i Vivas
Anna Casarramona i Vivas (Vic, Osona, 5 de gener de 1994) és una jugadora d'hoquei sobre patins catalana.
Davantera, s'inicià a la pràctica de l'hoquei sobre patins a les files del Club Patí Manlleu. La temporada 2009-10 debutà a la màxima categoria estatal fitxant pel Club Patí Voltregà, assolint la majoria del seu palmarès esportiu amb dues Copes d'Europa (2011, 2013), tres OK Lliga (2011-13) i una Copa de la Reina (2011). La temporada 2013-14 retornà al seu club d'origen i aconseguí la Copa espanyola la temporada següent (2015). Després de tres temporades al CP Manlleu, fitxà al 2016-17 pel Club Patín Gijón Solimar, amb el qual aconseguí un títol de lliga (2017-18). La temporada 2018-19 fitxà de nou pel club manlleuenc, amb el qual guanyà dues Copes de la Reina consecutives (2021, 2022) i la primera OK Lliga de l'entitat (2019-20). El juny de 2023 fitxà pel Hoquei Club Palau de Plegamans.
A nivell internacional ha sigut convocada per a competir tant a la selecció catalana com a l'espanyola, guanyant títols en ambdós combinats nacionals, com ara la Copa Amèrica, tres Campionat del Món i set Campionat d'Europa. A nivell individual, ha sigut escollida com millor jugadora de l'OK Lliga Femenina en dues ocasions (2016 i 2020) i rebé el Premi a l'esportista de l'any de 2018 en categoria femenina, atorgat per la Federació Catalana de Patinatge.

## Palmarès
Clubs
- 4 Copes d'Europa d'hoquei patins femenina: 2010-11, 2012-13, 2016-17, 2024-25
- 7 Lligues espanyoles d'hoquei patins femenina: 2010-11, 2011-12, 2012-13, 2016-17, 2017-18, 2019-20, 2023-24
- 5 Copes espanyoles d'hoquei patins femenina: 2011, 2015, 2021, 2022, 2024

Selecció catalana
- 1 medalles d'or a la Copa Amèrica d'hoquei sobre patins: 2011
- 1 medalles d'argent a la Copa Amèrica d'hoquei sobre patins: 2010

Selecció espanyola
- 4 medalles d'or al Campionat del Món d'hoquei patins femení: 2016, 2017, 2019, 2024
- 2 medalles d'argent al Campionat del Món d'hoquei patins femení: 2012, 2022
- 1 medalla de bronze al Campionat del Món d'hoquei patins femení: 2010
- 7 medalles d'or al Campionat d'Europa d'hoquei patins femení: 2009, 2011, 2013, 2015, 2018, 2021, 2023